# Fufeng, Anhui
Fufeng (kinesiska: 凫峰) är en köping i östra Kina. Den ligger i Qimen härad i staden Huangshan i provinsen Anhui, omkring 240 kilometer söder om provinshuvudstaden Hefei.